# Большой Ильгумень
Большой Ильгумень — река в России, протекает по Онгудайскому району Республики Алтай. Устье реки находится в 330 км от устья Катуни по левому берегу. Длина реки составляет 53 км, площадь водосборного бассейна — 396 км².

## Притоки
- 8 км: Купчегень (пр)
- Изындык (пр)
- Чимиту (пр)
- Ягнар (пр)
- Чарлак (лв)
- Тирине (пр)
- Талду-Оек (пр)

## Данные водного реестра
По данным государственного водного реестра России относится к Верхнеобскому бассейновому округу, водохозяйственный участок реки — Катунь, речной подбассейн реки — Бия и Катунь. Речной бассейн реки — (Верхняя) Обь до впадения Иртыша.